# Maarten Atmodikoro
Maarten Atmodikoro (* 4. Februar 1971 in Paramaribo, Suriname) ist ein ehemaliger surinamisch-niederländischer Fußballspieler. Der Außenverteidiger spielte während seiner gesamten Karriere in den Niederlanden.

## Laufbahn
Der 1971 in Paramaribo geborene Maarten Atmodikoro begann seine Karriere 1989 bei der Schiedamse Voetbal Vereniging. Bis 1995 spielte er  bei der SSV und bei deren Nachfolgeverein Dordrecht '90 in der Ehrendivision und zeitweise in der Eersten Divisie.
1995 wechselte Atmodoriko zu NAC Breda, mit denen er bis 1999 in der Ehrendivision spielte und dann in die Eerste Divisie abstieg. Nachdem er in der Hinrunde der Saison 1999/2000 nur zwei Mal eingesetzt worden war, verbrachte Atmodoriko die Rückrunde beim Erstligisten NEC Nijmegen.
2001 beendete Atmodoriko, der zuletzt beim Zweitligisten ADO Den Haag gespielt hatte, seine Karriere.